# Call Me Irresponsible
Albums de Michael Bublé
With Love Michael Bublé Meets Madison Square Garden
Call Me Irresponsible est le troisième album de Michael Bublé, sorti le 1er mai 2007.

## Liste des titres
1. The Best Is Yet to Come (Cy Coleman, Carolyn Leigh) – 3:05
2. It Had Better Be Tonight (Meglio Stasera) (Franco Migliacci, Johnny Mercer, Henry Mancini) – 3:06
3. Me and Mrs. Jones (Kenny Gamble, Leon Huff, Cary Gilbert) – 4:33
4. I'm Your Man (Leonard Cohen) – 4:59
5. Comin' Home Baby (Bob Dorough, Benjamin M. Tucker) (duo avec Boyz II Men) – 3:27
6. Lost (Alan Chang, Jann Arden, Michael Bublé) – 3:40
7. Call Me Irresponsible (Sammy Cahn, Jimmy Van Heusen) – 3:16
8. Wonderful Tonight (Eric Clapton) (duo avec Ivan Lins) – 4:12
9. Everything (Alan Chang, Amy Foster-Gilles, Bublé) – 3:33
10. I've Got the World on a String (Harold Arlen, Ted Koehler) – 2:47
11. Always on My Mind (Johnny Christopher, Mark James, Wayne Thompson) – 4:30
12. That's Life (Dean Kay, Kelly Gordon) – 4:15
13. Dream (Johnny Mercer) – 5:06
14. L.O.V.E. (Milt Gabler, Bert Kaempfert) – 2:50 (Bonus sur l'édition spéciale, iTunes et l'édition d'internet)
15. Orange Coloured Sky (Bonus sur l'édition d'internet)